# هيو نورمان غريغوري فرناندو
هيو نورمان غريغوري فرناندو هو قاضي سريلانكي، ولد في 17 نوفمبر 1910، وتوفي في 24 مارس 1976.